# Тутан де Борегар, Пьер Гюстав
Пьер Гюста́в Тута́н де Борега́р (англ. Pierre Gustave Toutant Beauregard) (28 мая 1818 — 20 февраля 1893) — майор армии США и генерал армии Конфедерации во время Гражданской войны. Помимо этого известен как писатель, политик и изобретатель.

## Довоенная жизнь
Борегар родился в приходе Сент-Бернард около Нового Орлеана в белой креольской католической семье. Образование получал сначала в школах Нового Орлеана, а затем во французской школе в Нью-Йорке. В 1834 году Борегар поступил в военную академию Вест-Пойнт, которую окончил 2-м по успеваемости в выпуске 1838 года. Его определили вторым лейтенантом в 1-й артиллерийский полк. Он год прослужил во Флориде и 16 июня 1839 года получил звание первого лейтенанта. С 1839 по 1845 год занимался инженерными работами при нескольких фортах.
Во время Американо-мексиканской войны Борегар служил в сапёрных войсках под командованием генерала Уинфилда Скотта. Участвовал в осаде Веракруса и сражении при Контрерас. За Контрерас он получил временное звание капитана. Участвовал в штурме Чапультепека и был ранен в бою у ворот Белен, за что получил временное звание майора.
3 марта 1853 года получил постоянное звание капитана за выслугу лет.
Борегар был дважды женат. Его вторая жена была свояченицей Джона Слиделла, сенатора от Луизианы и будущего дипломата КША. Некоторое время Борегар занимался политикой и в 1858 году даже участвовал в выборах мэра Нового Орлеана, которые проиграл с небольшим отрывом. С 1858 по 1861 годы был главным инженером на строительстве канализационной системы Нового Орлеана. Впоследствии вернулся в Вест-Пойнт, где до января 1861 года был суперинтендантом Военной академии.

## Гражданская война
Как только Луизиана примкнула к Конфедерации, Борегар, склонный к драматическим жестам, покинул армию США и поступил в милицию штата простым солдатом. Так как у Юга было очень мало офицеров с боевым опытом и вообще кадровых офицеров, в "нижних чинах" он не задержался: 1 марта был произведен в бригадные генералы, а 21 июля был повышен до так называемого «полного» генерала. Дата присвоения звания сделала его пятым по старшинству генералом во всей Армии Конфедерации. Он рекомендовал расположить большие силы для защиты Нового Орлеана, но президент Конфедерации Джефферсон Дэвис отверг этот план. С этого момента между Борегаром и Дэвисом начались разногласия, которые с годами только усиливались.
Первым назначением Борегара было командование войсками в Чарлстоне. 12 апреля 1861 года Борегар отдал приказ о начале обстрела форта Самтер, который был занят федеральными войсками и находился в бухте Чарлстона. Именно с этого события формально началась Гражданская война в США, хотя при захвате форта Самтер не погиб ни один человек. 

### Сражение при Булл-Ран
Летом того же года вместе с генералом Джозефом Джонстоном он командовал войсками южан в Первом сражении при Булл-Ран, в котором они нанесли поражение армии Союзного генерала Ирвина Макдауэлла (бывшего одноклассника Борегара по Вест-Пойнту). 
После Булл-Рана Борегар поддержал идею создания боевого флага, так как официальный флаг Конфедеративных штатов Америки в дыму сражения часто путали с флагом США. Вместе с Джозефом Джонстоном и Уильямом Майлзом они разработали внешний вид боевого флага Конфедерации, который впоследствии стал одним из самых популярных символов южан.

### Теннесси
Борегар был переведен в Теннесси и командовал силами Конфедерации в сражении при Шайло после гибели генерала Альберта Джонстона. Несмотря на успех в первый день сражения, Борегар преждевременно отменил атаку, посчитав, что войска Союза уже разбиты. На второй день после того как его противник, генерал Улисс Грант, получил подкрепления и контратаковал, он уже был вынужден отступить к крупному железнодорожному узлу Коринф (Миссисипи).  Конфедераты более месяца удерживали его, несмотря на двукратное превосходство противника, но 30 мая 1862 года им все же пришлось оставить город.

### Южная Каролина
Плохое здоровье и усиливающиеся разногласия с Дэвисом привели к отстранению Борегара от командования армией. После небольшого отпуска ему поручили оборону побережья Южной Каролины и Джорджии от атак союзной армии. Особенного успеха он добился при обороне Чарлстона, отразив множество атак северян с 1862 по 1864 годы. В 1864 вместе с Робертом Ли участвовал в обороне Ричмонда. Ярко проявил себя при обороне Питерсберга, когда его 2200 солдат сдерживали наступление 10-тысячного корпуса северян до подхода основных сил генерала Ли.
В самом конце войны Борегар обратился к Ли и Дэвису с предложением возглавить крупное вторжение на Север, чтобы разбить армию генерала Гранта и выиграть войну. Но вместо этого его назначили командующим армией Конфедерации на Западе. Там он, будучи сильно ограниченным в ресурсах и живой силе, не смог остановить превосходящие силы генерала Шермана и в апреле 1865 года вместе с Джонстоном капитулировал.

## Воинские звания
- - армия США
- кадет (1.7.1834-1.7.1838)
- второй лейтенант (1.7.1838)
- первый лейтенант (16.6.1839)
- капитан (20.8.1847, временный чин)
- майор (13.9.1847, временный чин)
- капитан (3.3.1853, постоянный чин)

20.2.1861 вышел в отставку
- -     - вооруженные силы КША
- бригадный генерал (1.3.1861)
- генерал (General of the Confederate States army) (21.7.1861, утвержден конгрессом в звании 30.7.1861)
- Временная армия Конфедеративных штатов (The Provisional Army of the Confederate States) (PACS)
- генерал (General of the Confederate States army) (21.7.1861, утвержден конгрессом в звании 31.8.1861)
- Армия Конфедеративных штатов Америки (The Army of the Confederate States of America) (ACSA)

## Послевоенная жизнь
После войны Борегар написал несколько произведений на военную тематику, посвященных событиям Гражданской войны. Он и бывший Президент Конфедерации Джефферсон Дэвис опубликовали в послевоенные годы ряд статей, в которых обвиняли друг друга в неудачах южан.
Борегару предлагали возглавить вооружённые силы Румынии (в 1866 году) и Египта (в 1869 году), но он отклонил оба предложения. Вместо этого он занялся развитием железных дорог, как в качестве директора компании, так и в качестве инженера-консультанта. Возглавляя железнодорожные компании в период с 1865 по 1876 гг, он сделал в этой области несколько изобретений.
Он также служил в правительстве штата Луизиана, сначала в качестве генерала ополчения штата, а затем, с меньшим успехом, управляющим государственной лотереи штата.
Умер в Новом Орлеане и похоронен на историческом кладбище в могиле Армии Теннесси, командующим которой он когда-то был.
Памятник ему в Новом Орлеане был снесен в мае 2017 года.